# كوامي أترام
كوامي أترام (بالإنجليزية: Kwame Attram)‏ هو لاعب كرة قدم غاني في مركز الهجوم، ولد في 10 يناير 1989 في كوماسي في غانا. لعب مع Milano United F.C. ‏.

## وصلات خارجية
- كوامي أترام على موقع قاعدة بيانات كرة القدم.إي يو (الإنجليزية)
- كوامي أترام على موقع Soccerway.com (الإنجليزية)